# Gnostus floridanus
Gnostus floridanus är en skalbaggsart som beskrevs av Willis Blatchley 1930. Gnostus floridanus ingår i släktet Gnostus och familjen Ptinidae. Inga underarter finns listade i Catalogue of Life.